# Sweet Insanity
Sweet Insanity è un album bootleg del musicista statunitense Brian Wilson, relativo al suo secondo album solista che avrebbe dovuto essere pubblicato nel 1991. Wilson disse che i nastri master erano stati rubati, impedendo così una pubblicazione ufficiale, anche se molte delle canzoni del progetto sono circolate in numerosi dischi pirata. Cinque dei brani furono ri-registrati da Wilson oltre dieci anni dopo e pubblicati nell'album Gettin' in over My Head del 2004. Sweet Insanity è uno degli album bootleg più ricercati.
Secondo una delle versioni più citate, il progetto del disco sarebbe stato respinto da varie case discografiche perché non abbastanza commerciale.

## Il disco
Inizialmente intitolato Brian, l'album era stato pensato come seguito del suo debutto solista, Brian Wilson. Durante questo periodo della vita di Wilson, egli era in cura dallo psicologo dottor Eugene Landy, celebre per i suoi metodi terapeutici non convenzionali. All'epoca Landy aveva il controllo della vita di Wilson, inclusa la sua carriera artistica, e divenne uno dei suoi principali collaboratori. I due lavorarono insieme al primo album solista dell'ex Beach Boy, e Landy ricevette crediti compositivi per molte tracce. Andy Paley ricorda che le sessioni di registrazione dell'album in questione erano state "un'esperienza spiacevole". I familiari di Wilson, tra cui la moglie Melinda Ledbetter, la madre Audree Wilson e il fratello Carl Wilson, contestarono a Landy il controllo mentale esercitato su Brian, intentandogli infine una causa legale per circonvenzione di incapace alla fine del 1991.
Sweet Insanity circolò solamente sotto forma di audiocassetta promozionale non ufficiale, distribuita dalla Brains & Genius, la società di produzione di Wilson e Landy.
Nel 2015, Wilson discutendo del disco, disse: «Sweet Insanity non è mai stato veramente pubblicato. Ci sono i bootleg, ma il disco non è mai uscito. E pensavo anche che alcune delle canzoni fossero piuttosto buone. Ma non era il miglior album che abbia mai scritto. Non pensavamo che fosse abbastanza buono. Le canzoni erano solo dei demo. Registrammo circa 10-12 canzoni, e poi decidemmo di non dirlo a nessuno perché pensavamo che forse alla gente il disco non sarebbe piaciuto, così gettammo via tutto».

## Tracce
Lato 1
1. Intro - 0:16
2. Someone to Love - 3:57
3. Water Builds Up - 3:18
4. Don't Let Her Know She's an Angel - 3:39
5. Do You Have Any Regrets? - 3:43
6. Brian - 3:21

Lato 2
1. The Spirit of Rock & Roll (featuring Bob Dylan & Jeff Lynne) - 3:23
2. Rainbow Eyes - 4:18
3. Love Ya - 3:05
4. Make a Wish - 2:57
5. Smart Girls - 4:09